# 香丝草
香丝草（学名：Conyza bonariensis），又名野桐蒿、美州假蓬、野地黄菊、蓑衣草，是菊科白酒草属的植物，分布于南美洲以及中国的中部、东部、南部至西南各省区，生长于海拔285米至3,000米的地区，常生长在田边、荒地和路旁，目前尚未由人工引种栽培。
香絲草雖然只是一種常見野草，但具藥用價值，甚至可以食用，被稱為救荒菜。

## 圖片

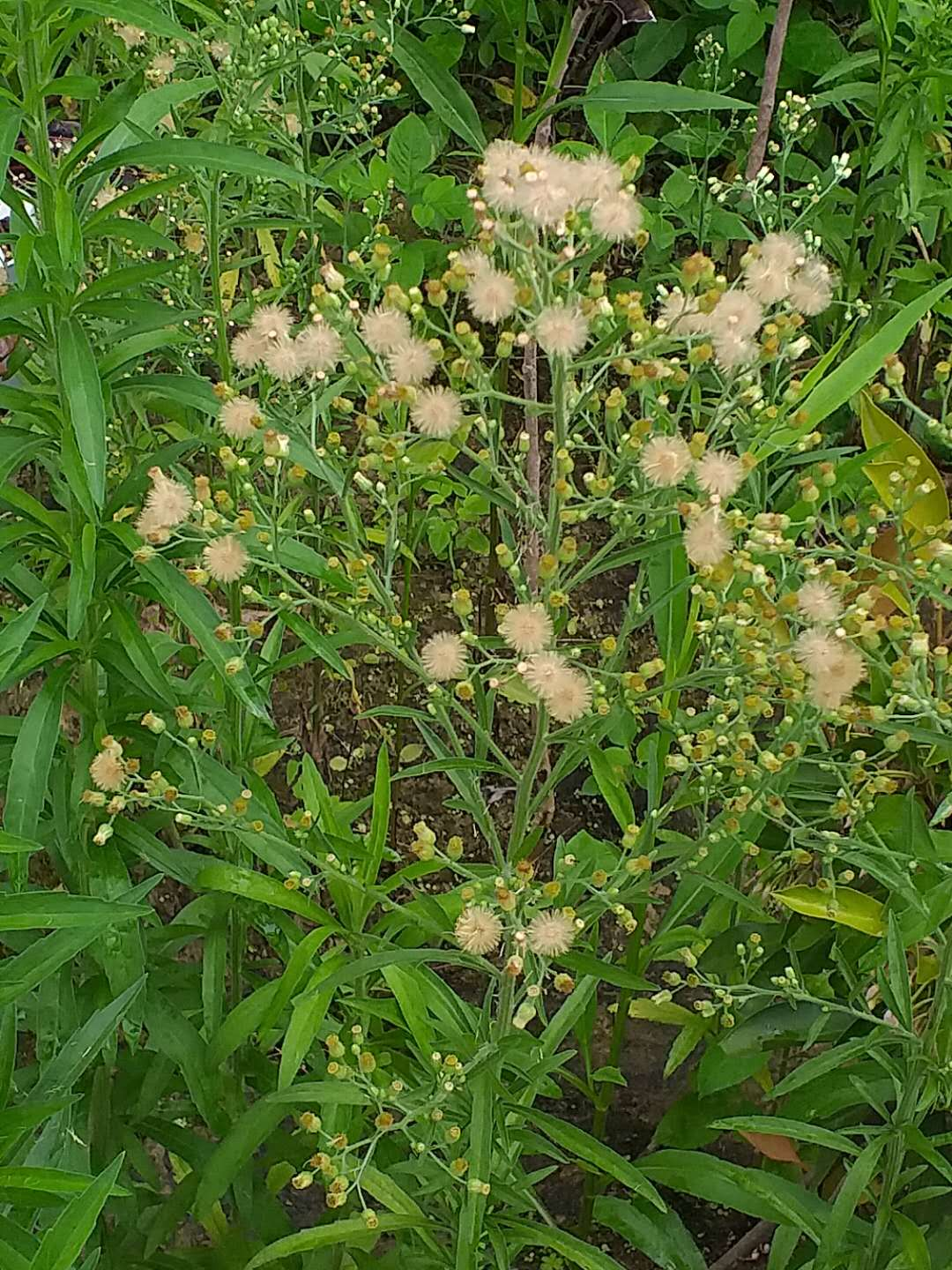
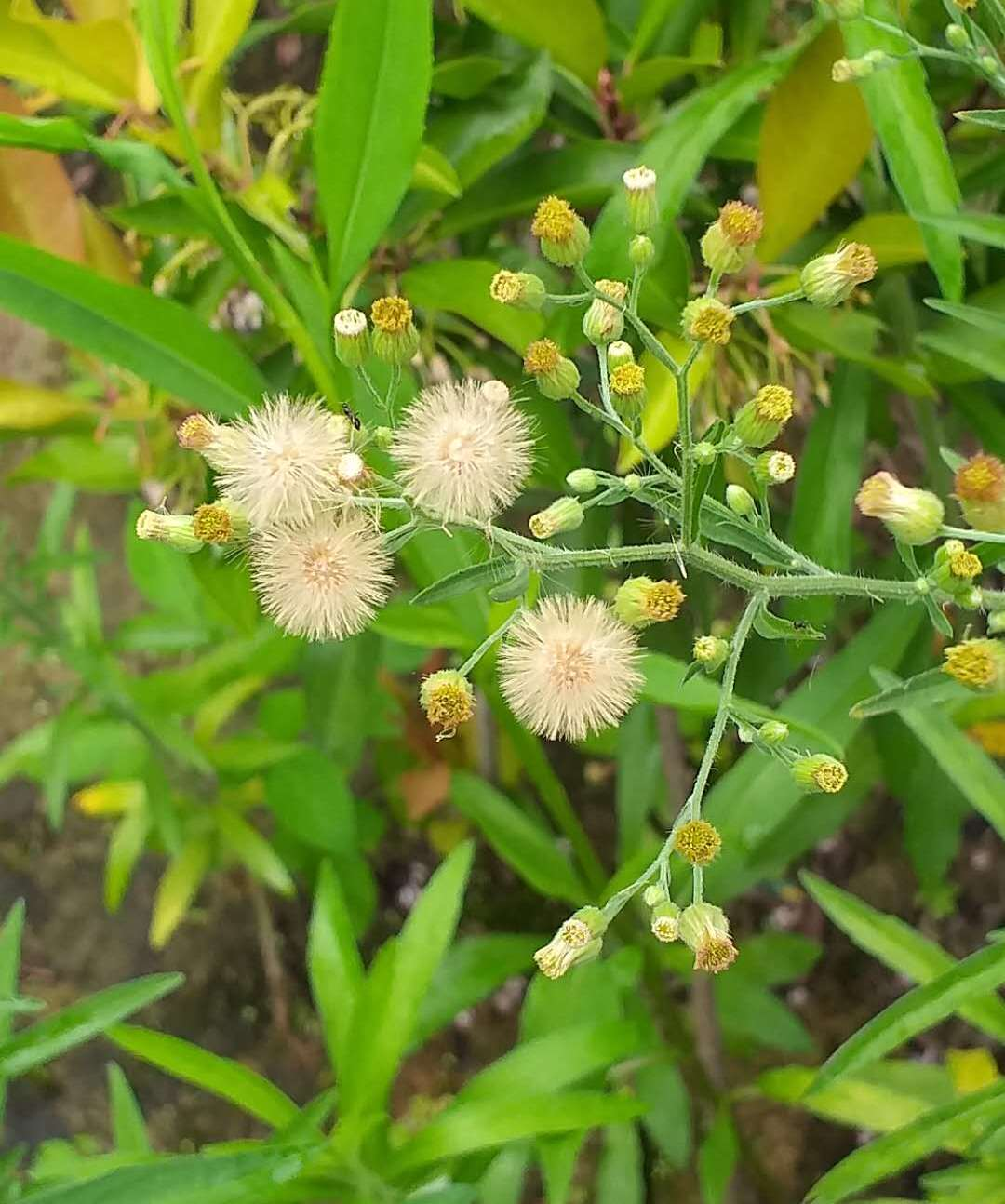